# Königl. Preuß. Privilegirtes Freÿ-Hauß, Anno 1759

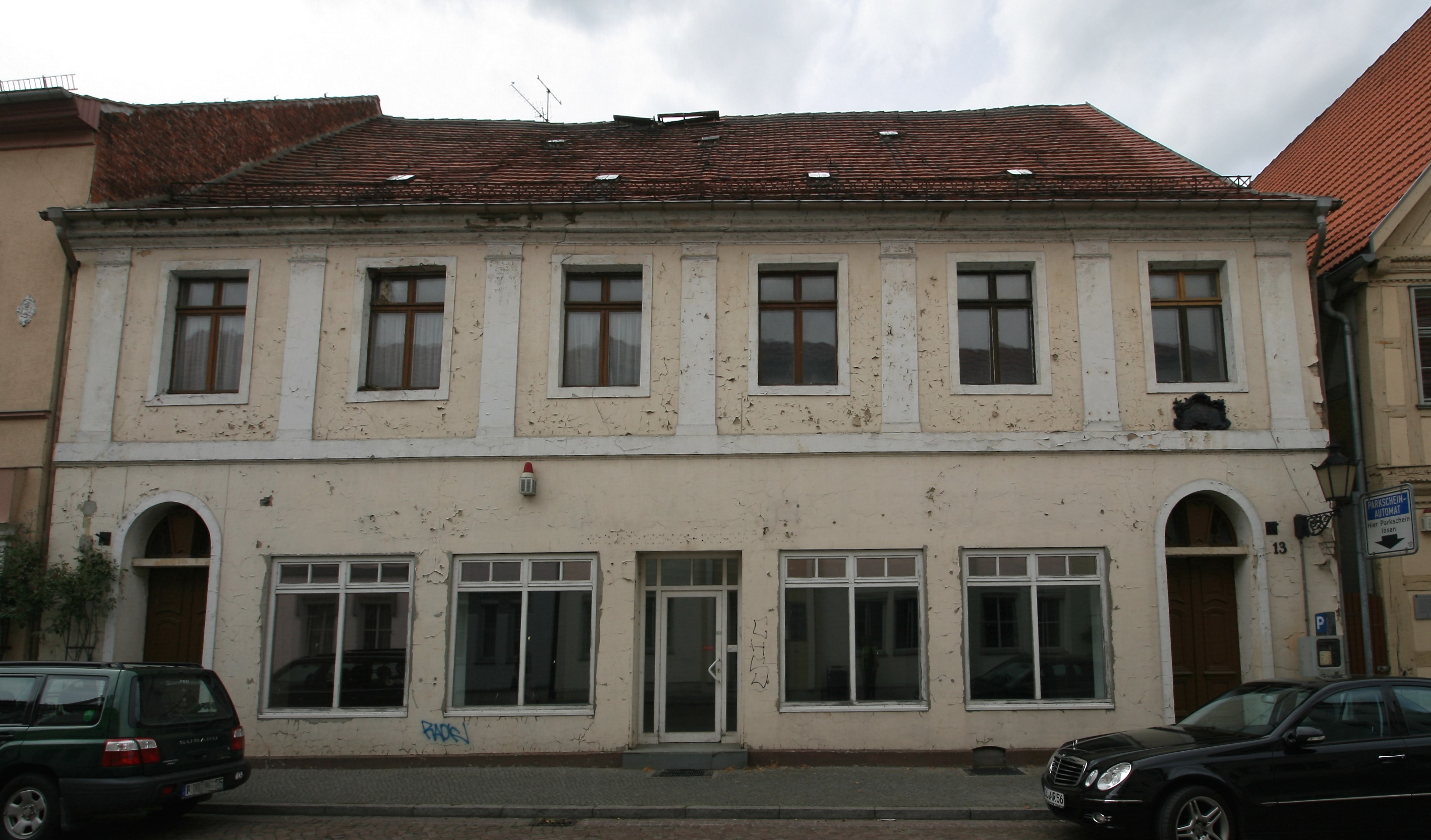
Frontfassade

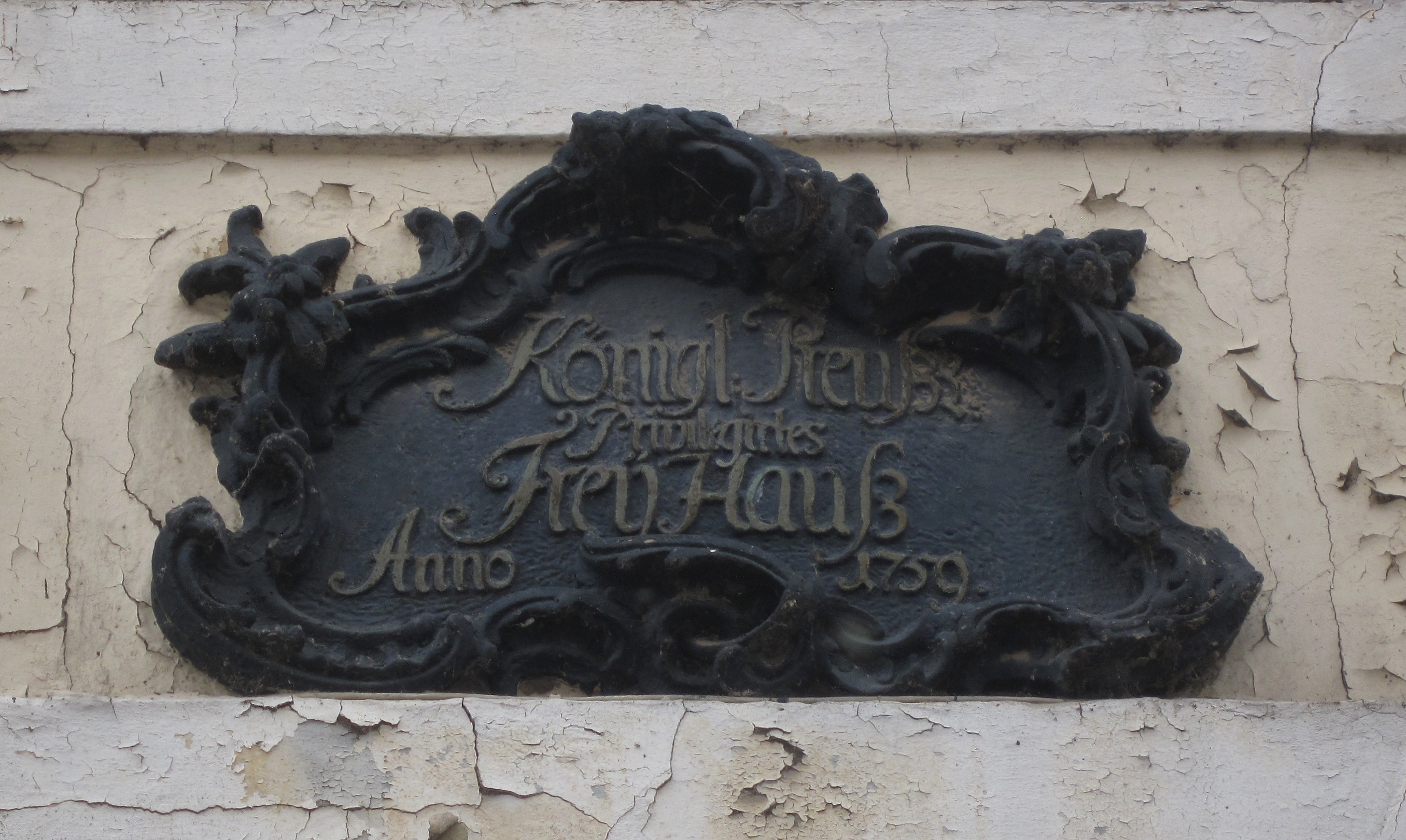
Gedenktafel

Das Königlich Preußische Privilegierte Freihaus ist ein Baudenkmal in der Hansestadt Havelberg. 

## Geschichte
Das Haus wurde 1759 dem Generalstabsoffizier Major Reimar von Kleist durch Friedrich II. von Preußen in Anerkennung seiner militärischen Leistungen als Freihaus zugewiesen.
1920 erwarben die Gebrüder Jerratsch die Immobilie von der Bürgerlichen Brauhaus GmbH. Sie betrieben dort bis Ende der 1920er Jahre eine Landmaschinenhandlung und fertigten auch Schiffsausrüstungen. 
1929 ging das Objekt in das Eigentum von Wilhelm und Olga Rosenhagen über, die in den folgenden Jahren erhebliche Um- und Neubauten veranlassten. In der Mitte des Grundstücks entstand ein mehrere Stockwerke hohes Mittelgebäude, das neben einer Tischlerei und einer Schlosserei auch eine Elektrowerkstatt beherbergte. Die havelseitigen Pferdeställe wurden durch Garagen für Dreschmaschinen und Automobile sowie eine Shell-Tankstelle ersetzt. Von all diesen Bauten ist heute nichts mehr erhalten.
Später residierte auf dem Gelände der VEB Elektrowerkstätten Havelberg, der 1965 zum VEB Reparatur- und Dienstleistungskombinat „Rediko“ umgebildet wurde.
Nach der Wende wurde das ehemalige Freihaus kurzfristig von der Dirk Rossmann GmbH genutzt, die es später auch erworben hat, um an der Uferstraße eine neue Filiale zu errichten. Die ursprünglich geplante Wiederherstellung des Kulturdenkmals wurde indes nicht realisiert.